# Хохряков, Владимир Харлампиевич
Владимир Харлампиевич Хохряков (1828 — 1916) — российский педагог-просветитель, один из крупнейших историков-краеведов Пензенской губернии. Действительный статский советник.

## Биография
Родился 29 октября 1828 года[по какому календарю?] в Вятке.
Учился в Вятской гимназии (вып. 1846); затем окончил Императорский Казанский университет.
Служил инспектором и учителем гимназий в Нижнем Новгороде и Уфе, в 1854—1868 годах и с 1874 года жил и служил в Пензе старшим учителем словесности в Дворянском институте и гимназии, затем основал и был первым директором Учительской семинарии, помощником председателя Пензенского губернского статистического комитета. Действительный статский советник.
С 1901 года — председатель Пензенской ученой архивной комиссии (ПУАК), её почётный член.
В 1879 г. по инициативе В.Х. Хохрякова в пензенской Учительской семинарии началось преподавание мордовского языка «для тѣхъ изъ воспитанниковъ Семинаріи изъ мордвы, кои будутъ назначены учителями народныхъ училищь въ мѣстности среди мордовскаго населенія». При участии В. Х. Хохрякова в Пензенской губернии было открыто 28 сельских школ, устраивались курсы для учителей, составлялись методические пособия по преподаванию мордовского языка.
Владимир Хохряков первым в Пензенской губернии начал собирать материалы о великом русском поэте Михаиле Юрьевиче Лермонтове (1814 — 1841), записывать воспоминания очевидцев, делать копии с автографов. Этими материалами В. Х. Хохрякова впоследствии пользовались первые биографы Лермонтова, в том числе историк русской литературы, автор первой научной биографии М. Ю. Лермонтова  П. А. Висковатов.
Как историк-краевед Пензенской губернии, В. Х. Хохряков внёс значительный личный вклад в изучение истории Пензенского края.
Скончался 29 апреля (11 мая) 1916 года в Пензе на 89-м году жизни.
Похоронен на Митрофановском кладбище г. Пензы.

## Сочинения
- Строельная книга города Пензы // Сборник Пензенского губернского статистического комитета. — Выпуск 4.
- Открытие, управление и восстановление Пензенской губернии // Юбилейный сборник Пензенского губернского статистического комитета. — Выпуск 5.
- Материалы для истории города Пензы // Труды Пензенской ученой архивной комиссии. Книги 1, 2, 3.

## Увековечение памяти
- В январе 1998 года в Пензе проходили научно-практические и краеведческие конференции, посвященные 170-летию со дня рождения В. Х. Хохрякова.
- 21 декабря 2001 года постановлением Законодательного Собрания Пензенской области имя В. Х. Хохрякова было присвоено средней общеобразовательной школе № 57 г. Пензы[2].